# Milner Arms Apartments
El Milner Arms Apartments, originalmente conocido como el Hotel Stevenson, es un edificio de gran altura ubicado en 40 Davenport Street en Midtown Detroit, Míchigan; fue incluido en el Registro Nacional de Lugares Históricos en 1997. Se encuentra junto al Distrito Histórico de Cass–Davenport, pero no forma parte de él.

## Historia
A principios del siglo XX, Charles Hugh Stevenson, su hermano y su suegro fundaron Davenport Realty Company. Stevenson fue escritor y abogado y fue reconocido internacionalmente por su trabajo en la industria hotelera.
En 1913, Davenport Realty Company construyó el Hotel Stevenson (llamado así por Charles Hugh Stevenson), que fue diseñado para albergar la afluencia de trabajadores masculinos, transitorios, que llegaron a Detroit para trabajar en la floreciente industria automotriz. El arquitecto del hotel fue Joseph P. Jogerst. La estructura fue diseñada como un hotel de apartamentos, ofreciendo principalmente eficiencia y unidades de un dormitorio, en lugar de las suites de dos a cuatro habitaciones contenidas en los típicos edificios de apartamentos de la época.
El edificio se vendió a la cadena de hoteles Milner, que cambió su nombre a Milner Arms. En 2016, el edificio se vendió a Broder & Sachse Real Estate Services, Inc. Todavía está en funcionamiento como edificio de apartamentos.

## Descripción
Milner Arms es un edificio de apartamentos de estructura de acero de estilo georgiano rectangular de ocho pisos revestido con ladrillo. La fachada es simétrica, a excepción del primer piso. El primer piso contiene cinco aberturas arqueadas con quoins de mampostería; el segundo es la entrada. 
Una cornisa saliente con ménsulas separa el primer piso de los pisos superiores. Los pisos dos al siete tienen ventanas de guillotina de un solo panel idénticas. Hay una hilera de cinturón estrecha entre los pisos seis y siete, y las ventanas en el séptimo piso tienen vierteaguas continuos. Una cornisa pesada separa los pisos séptimo y octavo. Las ventanas del octavo piso son arqueadas y una balaustrada cubre la fachada.
The Milner Arms contiene un total de 93 apartamentos. Sesenta y ocho son estudios, que van desde 23 a 55 m². Veintidós son unidades de un dormitorio de aproximadamente 74 m², y las tres restantes son unidades de dos dormitorios de aproximadamente 94 m².